# Mail Order Bride
Mail Order Bride (alternativ Die Gangster-Braut) ist eine Filmkomödie von Robert Capelli Jr. und Jeffrey Wolf aus dem Jahr 2003.

## Handlung
Tony Santini ist Chef einer Mafiaorganisation in New York City. Er holt für seinen Freund Jackie der Vikinger die Russin Nina als Frau. Sie bestiehlt ihn und flieht.
Tony beauftragt seinen Neffen Anthony, das Geld zurückzuholen. Bei dieser Gelegenheit will er Anthony, den er nicht respektiert, aus den Augen haben. Anthony reist nach Moskau, wo ihm der russische Mafioso Ivan bei der Suche nach Nina hilft. Die Männer besuchen zahlreiche Nachtlokale. 
Anthony verliebt sich in eine Frau und stellt fest, dass gerade sie die gesuchte Nina ist.

## Kritiken
- Das Lexikon des internationalen Films schrieb, der Film sei „leichtgewichtig“ und „einige Gags“ seien „gelungen“. Die Moskauer Drehorte wurden gelobt.[2]
- Stephen Holden (The New York Times, 21. November 2003) schrieb, die Komödie sei „angestrengt“ und „unzusammenhängend“. Sie fange „schlecht“ an, dann wird sie „schlechter“.[3]
- Nat Johnson (The Village Voice, 19.–25. November 2003) schrieb, der Charakter von Anthony Santini sei genauso erfolglos wie der ihn verkörpernde Robert Capelli Jr. als Schauspieler und Regisseur. Das Bild des Lebens in Moskau sei „grob vereinfachend“.[4]
- The Hollywood Reporter (1. Dezember 2003) schrieb, der Film sei klischeehaft und misslungen. Er wirke „amateurhaft“.[5]